# Полоскалка
Полоскалка — небольшая плавучая пристань с железным каркасом, сверху обитая деревянными досками. По краям перила и столы, на которых развешивают постиранные вещи.
Полоскалки до сих пор активно используют в Великом Устюге (Российская Федерация), чтобы стирать ковры, половики или одежду.